# Alexander (Arkansas)
Alexander és una població dels Estats Units a l'estat d'Arkansas. Segons el cens del 2000 tenia 614 habitants.

## Demografia
Segons el cens del 2000, Alexander tenia 614 habitants, 276 habitatges, i 171 famílies. La densitat de població era de 526,8 habitants/km².
Dels 276 habitatges en un 29,3% hi vivien nens de menys de 18 anys, en un 39,1% hi vivien parelles casades, en un 17,4% dones solteres, i en un 38% no eren unitats familiars. En el 32,6% dels habitatges hi vivien persones soles el 6,5% de les quals corresponia a persones de 65 anys o més que vivien soles. El nombre mitjà de persones vivint en cada habitatge era de 2,22 i el nombre mitjà de persones que vivien en cada família era de 2,79.
Per edats la població es repartia de la següent manera: un 24,8% tenia menys de 18 anys, un 8,6% entre 18 i 24, un 33,1% entre 25 i 44, un 22,6% de 45 a 60 i un 10,9% 65 anys o més.
L'edat mediana era de 33 anys. Per cada 100 dones de 18 o més anys hi havia 75,7 homes.
La renda mediana per habitatge era de 30.050 $ i la renda mediana per família de 35.341 $. Els homes tenien una renda mediana de 28.571 $ mentre que les dones 21.958 $. La renda per capita de la població era de 15.157 $. Entorn del 9,5% de les famílies i el 12,8% de la població estaven per davall del llindar de pobresa.

## Poblacions més properes
El següent diagrama mostra les poblacions més properes.